# Taurion
Taurion oz. Thaurion je 107 km dolga reka v srednji Franciji, desni pritok Vienne. Izvira na planoti Millevaches znotraj naravnega regijskega parka na višini 785 m (občina Gentioux-Pigerolles, Creuse. Sprva teče proti severozahodu in se kmalu izliva v akumulacijsko jezero Lac de Lavaud-Gelade površine 285 hektarjev, ustvarjeno v letih 1941-43 z zajezitvijo reke za potrebe večjega jezera Lac de Vassivière, s katerim je povezano s podzemnim kanalom. Po izhodu iz njega teče skozi grapo imenovano Rigole du diable, nakar se usmeri proti jugozahodu. V reko Vienne se izliva pri kraju Saint-Priest-Taurion.

## Geografija

### Porečje
- Banize (desni pritok)
- Gosne (desni pritok)
- Vige (levi pritok)
- Bobilance (levi pritok)

### Departmaji in kraji
- Creuse: Pontarion, Bourganeuf,
- Haute-Vienne.